# 1701
1701 (MDCCI) a fost un an obișnuit al calendarului gregorian, care a început într-o zi de vineri.

## Evenimente

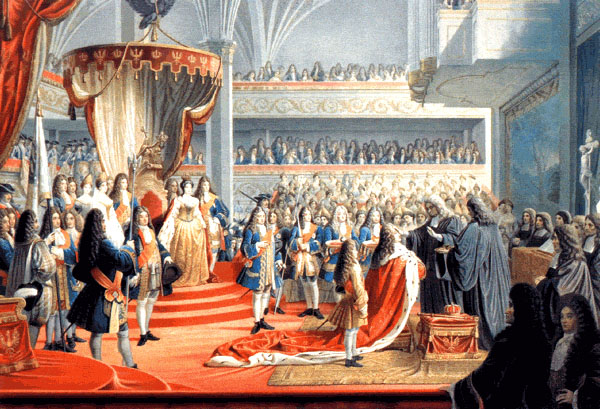
18 ianuarie: Încoronarea regelui Frederick I al Prusiei.

- 18 ianuarie: Frederick I devine rege al Prusiei.
- 9 octombrie: Fondarea Collegiate School of Connecticut în orașul New Haven statul Connecticut din Statele Unite ale Americii.  Din 1718 își schimbă denumirea în Yale University.

### Nedatate
- martie: Începutul războiului spaniol de succesiune. Nepotul regelui Ludovic al XIV-lea al Franței, Filip de Anjou, devine Filip al V-lea al Spaniei, primul rege Bourbon al Spaniei. Leopold I, Împărat Roman formează o alianță cu Marea Britanie, Olanda, Danemarca, Portugalia, Savoia și Prusia. Ludovic al XIV-lea aliază Franța cu Spania și Bavaria.
- mai: Are loc nunta fiicei domnitorului Constantin Brâncoveanu, Safta, cu vel-cămăraș Iordache Crețulescu.

## Arte, științe, literatură și filozofie
- Apare în Țara Românească prima tipăritură în limba arabă, prin grija lui Antim Ivireanul: Liturghierul greco-arab.

## Nașteri
- 1 martie: Johann Jakob Breitinger, filozof și autor elvețian (d. 1776)
- 6 martie: Louis-René de Caradeuc de La Chalotais, jurist francez (d. 1785)
- 9 aprilie: Andreas Elias von Büchner, medic german (d. 1769)
- 29 aprilie: Christian Ludwig Liscow, satiric german (d. 1760)
- 7 mai: Carl Heinrich Graun, compozitor și cântăreț german (d. 1759)
- 21 iunie: Otto Magnus von Schwerin, general prusac al lui Frederic al II-lea (d. 1777)
- 22 septembrie: Anna Magdalena Bach, a doua soție a lui Johann Sebastian Bach (d. 1760)
- 30 octombrie: Anton Gogeisl, iezuit german, misionar în China (d. 1771)
- 27 noiembrie: Anders Celsius, astronom suedez (d. 1744)

## Decese
- 8 iunie: Filip I, Duce de Orléans (Philippe de France), 60 ani, fratele regelui Ludovic al XIV-lea al Franței (n. 1640)
- 16 septembrie: Iacob al II-lea (James II), 67 ani, rege al Angliei, Scoției și Irlandei (n. 1633)
- 12 decembrie: Zofia Czarnkowska Opalińska, nobilă poloneză, bunica maternă a reginei Franței, Maria Leszczyńska, 41 ani (n. 1660)